# 広島県立美術館

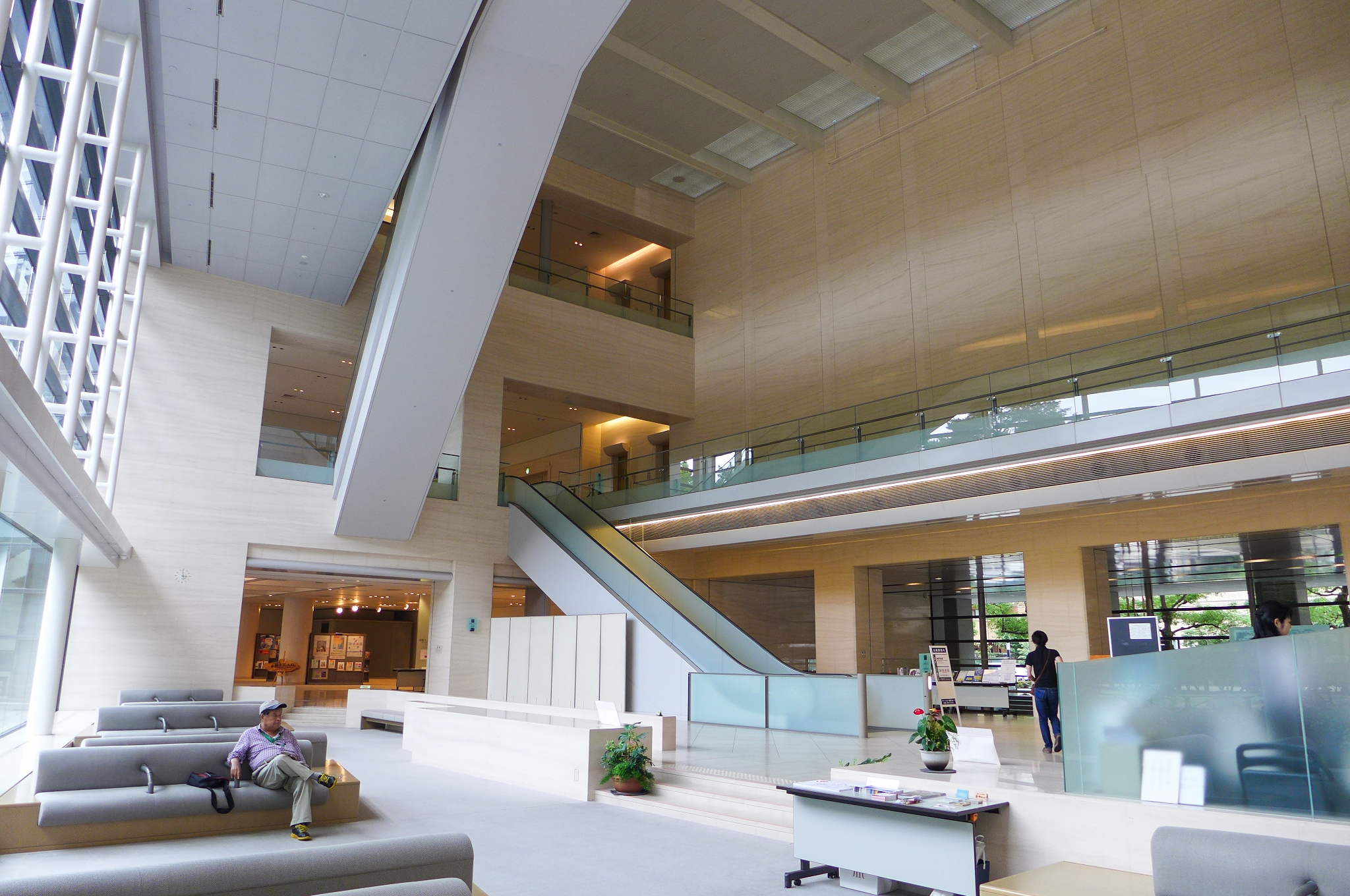
ホール

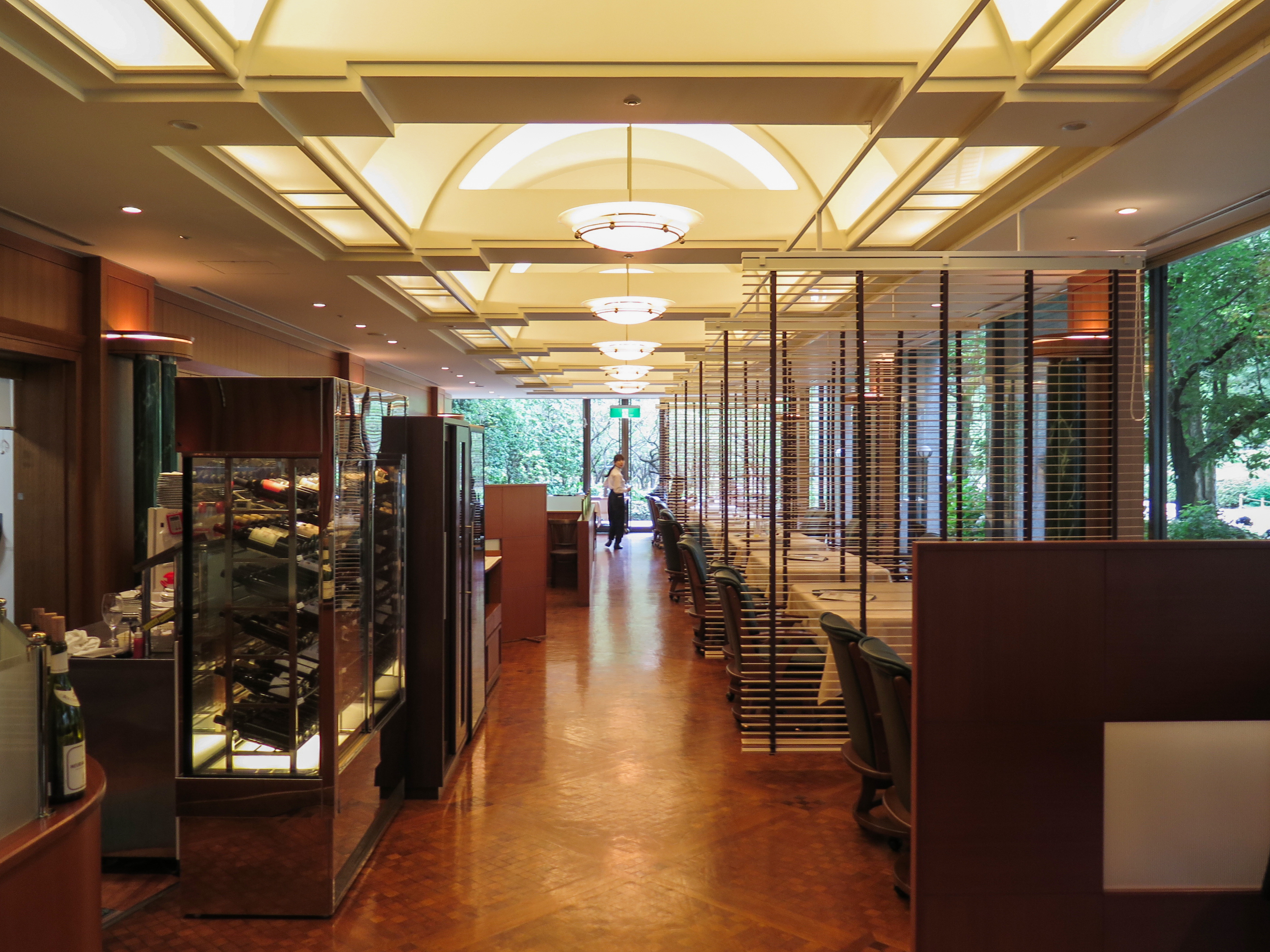
館内のイタリアンレストラン

広島県立美術館（ひろしまけんりつびじゅつかん）は、広島県広島市中区にある美術館。

## 概要
1968年9月22日、中国地方初の公立美術館として開館。現在の建物は旧美術館と隣にあった旧広島県立図書館の跡地に拡幅して1996年10月6日新築再開館したもの。
延床面積19,926m2、地上4階地下1階。館内には図書室、ミュージアム・ショップ、レストラン、ティールーム、駐車場等を整備している。
縮景園に隣接し双方とも見られるよう工夫されており、両方の入場券を買うと割引される制度もある。

## 収蔵作品
広島にゆかりのある画家の作品・アジアの工芸品・1920/30年代の世界の美術作品などをテーマに5000点余所蔵している。
- 「色絵花卉文輪花鉢（いろえ かきもんりんかばち） 伊万里」 - 国の重要文化財
- 「色絵馬（いろえ うま） 伊万里柿右衛門様式」 - 館のマスコット的な存在
- 「厳島図屏風」
- 「ヴィーナスの夢」サルバドール・ダリ
- 「目覚め」ジャン・アルプ
- 「追想」イサム・ノグチ
- 「静物」 アレクサンデル・カノルト
- 広島県ゆかりの作家
  - 「帽子をかぶる自画像」圓鍔勝三
  - 「途上」靉光
  - 「新水墨十二題」児玉希望
  - 「広島生変図」平山郁夫
  - 「待月」 奥田元宋

など

## 沿革

### 観古館
現在地は元々旧広島藩主である浅野家（浅野長勲）が所有していた別宅「泉邸」の敷地であった。
1913年（大正2年）10月、泉邸の一角に浅野家所蔵の古美術品を一般公開する国内初の私立美術館が開館する。つまりこの地には大正時代から美術館が存在しており、名を「観古館（かんこかん）」といった。
当時の建物構成は、入口から正面の位置に事務所棟を置き、それを軸として左右に2階建ての洋風建築の陳列棟を配置し、左が第一号館、右が第二号館と呼ばれた。敷地面積1,424坪、陳列棟は間口10間・奥行5間で50坪を2棟。展示物は浅野家所蔵の和漢古書や刀剣、茶器類で、西洋のものはなかった。大正期には月平均3,500人来館した記録が残っている。
1939年（昭和14年）、この懐古館は浅野家から県に寄贈される。同じく浅野家所有だった泉邸や浅野図書館は、それぞれ1940年（昭和15年）県に・1931年（昭和6年）市 に寄贈され、縮景園・広島市立中央図書館として現存する。
ただ、太平洋戦争中は大日本帝国陸軍に接収され第2総軍短波傍受班「特情班」が置かれ、1945年（昭和20年）8月広島市への原子爆弾投下により建物・展示品ともに壊滅したとされている が、2017年、所蔵品のうち浅野家から饒津神社に寄贈され、被爆当時観古館に保管されていた能面・能装束など約120点が焼失を免れ現存していることが明らかになった。遺構としては、入口門柱が三次市立塩町中学校に移設され現存するぐらいである。

### 県立美術館
そもそもの発端は、1956年（昭和31年）広島市を中心とした広島県西部の小学校から始まった、美術館建設に向けた「1円募金運動」からである。まず、この地には1960年（昭和35年）4月広島県立図書館が建てられた。
1960年代に入り美術館建設に向け具体的に計画が進み、1968年（昭和43年）9月、中国地方における最初の公立美術館として県立図書館の隣に開館した。この整備計画には児玉希望がアドバイザーとして参加している。
1980年代に入り、施設の改新構想が挙がり、隣の県立図書館の移転が決定したことから、美術館の建て替えおよび縮景園との景観的な一体化を図られるようになる。まず1980年（昭和55年）収蔵庫の拡張が行われ、1980年代後半には県立美術館整備構想案がまとめられる。
1991年11月にマツダSCのプロクラブ転向の準備室が同館2階ロビーに設置された。
1995年（平成7年）新館、つまり現在のものが竣工し、翌1996年（平成8年）10月に再開館した。設計は日建設計、施工は大成建設。

## 利用情報
- 開館時間 - 9:00～17:00（土曜日は19:00まで）
- 休館日 - 月曜（祝日・振り替え休日は開館）、年末年始
- 観覧料 - 一般:500円、大学生:300円、高校生以下：無料（20人以上の場合は団体割引がある）
- 駐車場 - 地階に有る、有料
- レストラン - 1階にレストラン、3階にティールームがある

## 交通アクセス
- ひろしま めいぷる〜ぷ（レモンルート・グリーンルート・オレンジルート） 県立美術館前（縮景園前） バス停 すぐ
- 広島電鉄白島線 縮景園前 電停 すぐ[17]
- 広島バス 縮景園入口 バス停
- JR 広島駅より1km
- 広島城より400m